# Petru Bolbocean

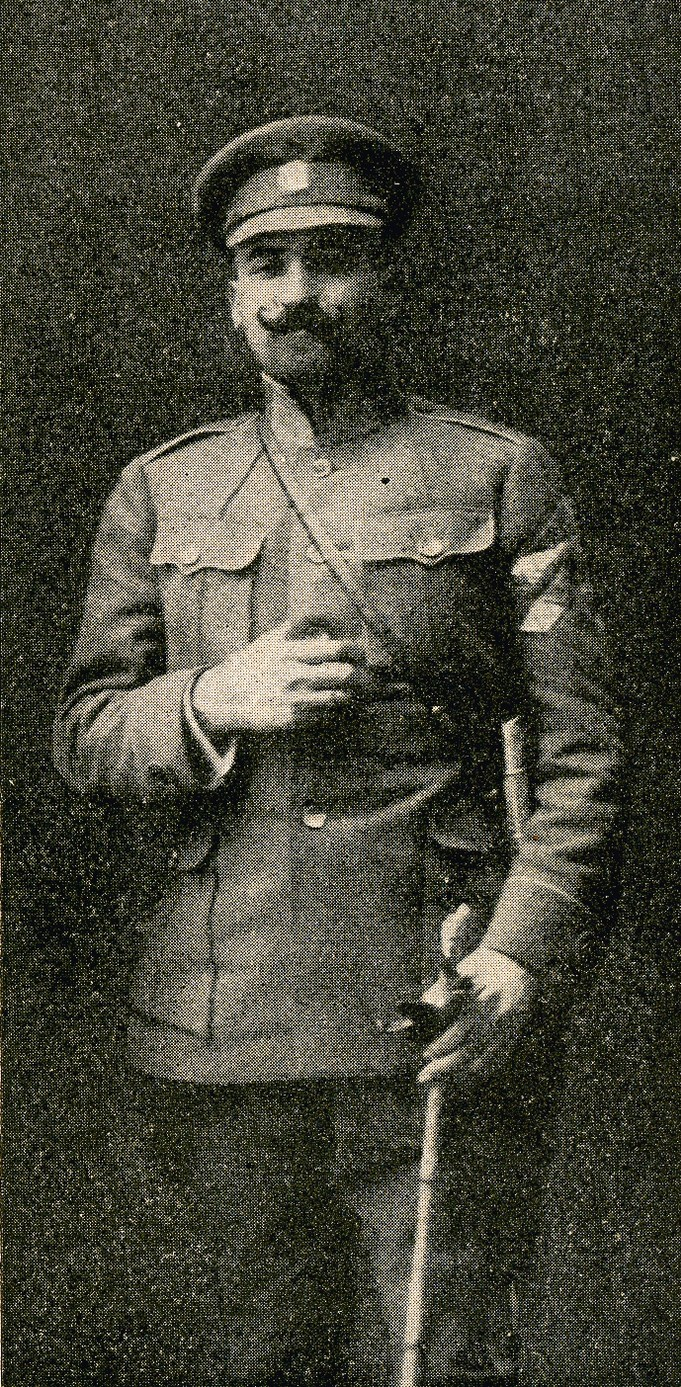
Petru Bolbocean în uniforma militară

Petru Bolbocean (n. 5/17 octombrie 1883, Hajdeu de Sus, uezdul Hotin, Basarabia, Imperiul Rus – d. 28 iunie 1919, Balîn, uezdul Kameneț-Podolski⁠(d), Gubernia Podolia, Republica Populară Ucraineană) a fost un militar ucrainean de etnie română. El a condus luptele Armatei Republicii Populare Ucrainene împotriva Rusiei bolșevice din Crimeea.